# Internationale Filmfestspiele Berlin 1997
Die 47. Internationalen Filmfestspiele Berlin fanden vom 13. Februar bis zum 24. Februar 1997 statt.

## Sektion Wettbewerb
Folgende Filme stellten sich in diesem Jahr im Programm des offiziellen Wettbewerbs dem Urteil der internationalen Jury:
| Filmtitel                           | Regisseur            | Produktionsland                               | Darsteller (Auswahl)                               |
| Das Chaoten-Kaff                    | Kevin Allen          | Großbritannien                                |                                                    |
| Drei Geschichten                    | Kira Muratowa        | Russland, Ukraine                             |                                                    |
| Der englische Patient               | Anthony Minghella    | USA                                           | Ralph Fiennes, Juliette Binoche, Willem Dafoe      |
| Der Fluss                           | Tsai Ming-Liang      | Taiwan                                        |                                                    |
| Fräulein Niemand                    | Andrzej Wajda        | Polen                                         |                                                    |
| Fräulein Smillas Gespür für Schnee* | Bille August         | Dänemark, Deutschland, Schweden               | Julia Ormond, Jim Broadbent, Richard Harris        |
| Geheimnisse des Herzens             | Montxo Armendáriz    | Frankreich, Portugal, Spanien                 |                                                    |
| Genealogien eines Verbrechens       | Raúl Ruiz            | Frankreich, Portugal                          | Catherine Deneuve, Michel Piccoli, Andrzej Seweryn |
| Get on the Bus                      | Spike Lee            | USA                                           | Isaiah Washington                                  |
| Hexenjagd                           | Nicholas Hytner      | USA                                           | Daniel Day-Lewis, Winona Ryder, Paul Scofield      |
| In Love and War                     | Richard Attenborough | USA                                           | Chris O’Donnell, Sandra Bullock                    |
| Die Insel in der Vogelstraße        | Søren Kragh-Jacobsen | Dänemark, Großbritannien, Deutschland         | Jack Warden                                        |
| Kitchen                             | Ho Yim               | Hongkong, Japan                               | Jordan Chan, Yasuko Tomita                         |
| Larry Flynt – Die nackte Wahrheit   | Miloš Forman         | Kanada, USA                                   | Woody Harrelson, Courtney Love, Edward Norton      |
| Das Leben ist eine Baustelle        | Wolfgang Becker      | Deutschland                                   | Jürgen Vogel, Christiane Paul                      |
| Leneged Einayim Ma'araviyot         | Joseph Pitchhadze    | Israel                                        |                                                    |
| Lucie Aubrac                        | Claude Berri         | Frankreich                                    | Carole Bouquet, Daniel Auteuil, Patrice Chéreau    |
| Mai fu                              | Huang Jianxin        | VR China                                      |                                                    |
| Moonlight Serenade                  | Masahiro Shinoda     | Japan                                         |                                                    |
| Port Djema                          | Eric Heumann         | Frankreich, Italien, Griechenland             | Jean-Yves Dubois, Nathalie Boutefeu                |
| Rosewood Burning                    | John Singleton       | USA                                           | Jon Voight, Ving Rhames, Don Cheadle               |
| Dem Tod auf der Spur                | Gerardo Herrero      | Spanien, Frankreich, Deutschland, Argentinien |                                                    |
| Vier Tage im September              | Bruno Barreto        | Brasilien, USA                                | Alan Arkin, Fernanda Torres                        |
| Viva Erotica                        | Tung-Shing Yee       | Hongkong                                      | Leslie Cheung                                      |
| William Shakespeares Romeo + Julia  | Baz Luhrmann         | USA                                           | Leonardo DiCaprio, Claire Danes                    |

* = Eröffnungsfilm

## Internationale Jury
Präsident der internationalen Jury war in diesem Jahr französische Kulturpolitiker Jack Lang. Unter seiner Führung wählte folgende Jurymitglieder die Preisträger aus: Hark Bohm, Férid Boughedir, Maggie Cheung, Fred Gronich, David Hare, Per Holst, Boleslaw Michalek, Humberto Solás, Marianne Sägebrecht und Ying Ning.

## Preisträger

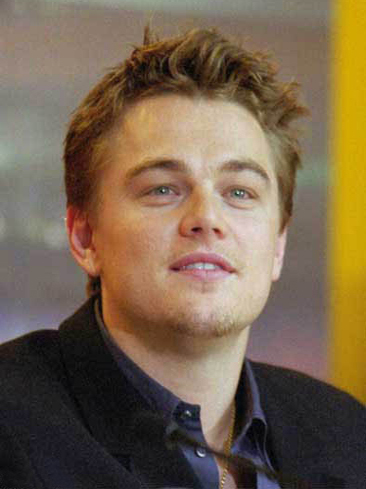
Leonardo DiCaprio

- Goldener Bär: Der Goldene Bär wurde in diesem Jahr an Milos Forman für seinen Film Larry Flynt – Die nackte Wahrheit vergeben.
- Silberne Bären wurden in folgenden Kategorien vergeben:
  - Beste Regie: Eric Heumann
  - Beste Schauspielerin: Juliette Binoche für Der englische Patient
  - Bester Schauspieler: Leonardo DiCaprio für Romeo und Julia
  - Besondere künstlerische Leistung: Raúl Ruiz für Genealogien eines Verbrechens
  - Silberner Bär für eine besondere Einzelleistung: Zbigniew Preisner für seine Filmmusik zu Die Insel in der Vogelstraße
  - Spezialpreis der Jury: Tsai Ming-liang für seinen Film Der Fluss

## Goldener Ehrenbär
Einen Goldenen Ehrenbären erhielt die US-amerikanische Schauspielerin Kim Novak. Sie wurde außerdem mit einer Retrospektive ihrer besten Filme auf dem Festival geehrt.

## Weitere Preisträger

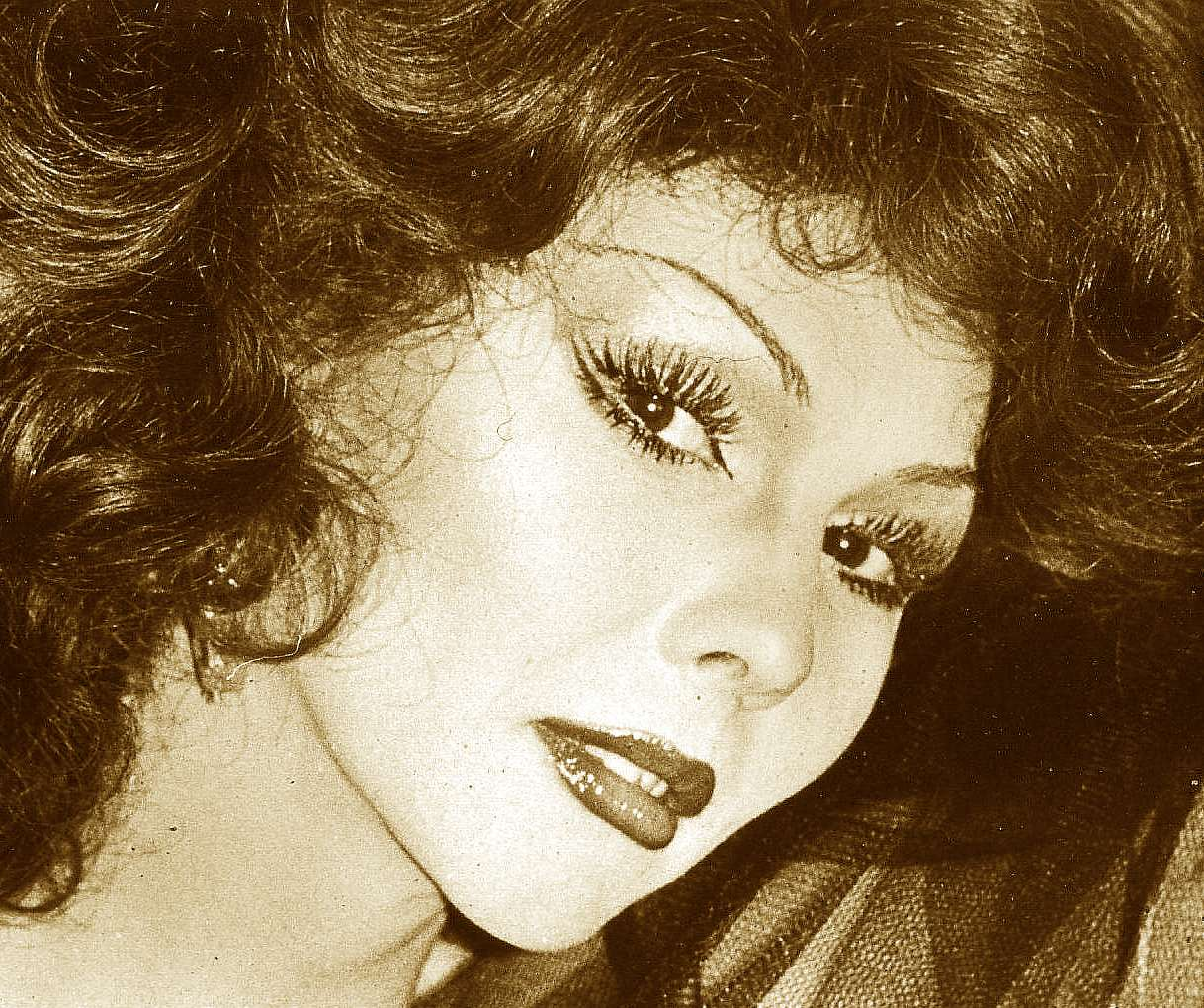
Romy Haag

- Teddy Award: MURDER and murder von Yvonne Rainer
- Special Teddy Award: Romy Haag
- Alfred-Bauer-Preis: William Shakespeares Romeo + Julia (William Shakespeare’s Romeo + Juliet) von Baz Luhrmann
- Der Blaue Engel: Geheimnisse des Herzens von Montxo Armendáriz
- Caligari Filmpreis: Nobody’s Business von Alan Berliner
- Wolfgang-Staudte-Preis: Der Sertao der Erinnerungen (O Sertão das Memórias) von José Araújo und Picado fino („Feines Pulver“) von Esteban Sapir
- NETPAC-Preis (Preis des Network for the Promotion of Asian Cinema): [Focus] von Satoshi Isaka

## Sektion Panorama
Im diesjährigen Panorama wurden unter anderem folgende Filme gezeigt: Brassed Off – Mit Pauken und Trompeten von Mark Herman, Bubblegum (Kurzfilm) von Peter Strickland, Gespräch mit dem Biest von Armin Mueller-Stahl, Marvins Töchter von Jerry Zaks, Nobody’s Business von Alan Berliner, Tupamaros von Heidi Specogna und Rainer Hoffmann.

## Kinderfilmfest
In diesem Jahr hatte das Kinderfilmfest sein 20-jähriges Jubiläum. Zum Jubiläum wurde eine Retrospektive mit zehn der besten Filme aus 20 Jahren gezeigt. Den Gläsernen Bären erhielt in diesem Jahr der deutsche Film Der Flug des Albatros von Werner Meyer.